# Фігурне катання на зимових Олімпійських іграх 1984
Змагання з фігурного катання на зимових Олімпійських іграх 1984 відбулись у Льодовому палаці Зетра в Сараєві (СФРЮ).

## Таблиця медалей
| Місце               | Країна              | Золото | Срібло | Бронза | Загалом |
| ------------------- | ------------------- | ------ | ------ | ------ | ------- |
| 1                   | США                 | 1      | 2      | 0      | 3       |
| 2                   | СРСР                | 1      | 1      | 3      | 5       |
| 3                   | Велика Британія     | 1      | 0      | 0      | 1       |
| 3                   | НДР                 | 1      | 0      | 0      | 1       |
| 5                   | Канада              | 0      | 1      | 0      | 1       |
| 6                   | Чехословаччина      | 0      | 0      | 1      | 1       |
| Загалом (6 збірних) | Загалом (6 збірних) | 4      | 4      | 4      | 12      |

## Медалісти
| Дисципліна                  | Золото                                          | Срібло                                     | Бронза                                     |
| Одиночне катання (чоловіки) | Скотт Гемілтон · США                            | Браян Орсер · Канада                       | Йозеф Сабовчик · Чехословаччина            |
| Одиночне катання (жінки)    | Катаріна Вітт · НДР                             | Розалінн Самнерс · США                     | Кіра Іванова · СРСР                        |
| Парне катання               | СРСР · Олена Валова · Олег Васильєв             | США · Кітті Карратерс · Пітер Карратерс    | СРСР · Лариса Селезньова · Олег Макаров    |
| Танці на льоду              | Велика Британія · Джейн Торвілл · Крістофер Дін | СРСР · Наталія Бестем'янова · Андрій Букін | СРСР · Марина Климова · Сергій Пономаренко |

## Країни-учасниці
У змаганнях з фігурного катання на Олімпійських іграх у Сараєво взяли участь спортсмени 21-єї країни.
- Австралія
- Бельгія
- Болгарія
- Канада
- Китай
- Чехословаччина
- НДР
- Франція
- Велика Британія
- Угорщина
- Італія
- Японія
- Польща
- Південна Корея
- СРСР
- Іспанія
- Швеція
- Швейцарія
- США
- Західна Німеччина
- Югославія